# Trematodon decaryi
Trematodon decaryi är en bladmossart som beskrevs av Thériot 1923. Trematodon decaryi ingår i släktet tranmossor, och familjen Bruchiaceae. Inga underarter finns listade i Catalogue of Life.